# Tony Visconti
Anthony Edward Visconti (New York, 24 aprile 1944) è un produttore discografico statunitense.
Nel corso della carriera si è anche saltuariamente esibito come musicista o cantante.
Fin dai tardi anni sessanta ha lavorato con numerosi artisti di primo piano, quali i Moody Blues, i T. Rex, Mary Hopkin, i Thin Lizzy, Ralph McTell, gli Sparks, i Gentle Giant, i Boomtown Rats, Hazel O'Connor, Adam Ant, The Stranglers, Richard Barone, i Manic Street Preachers, Kristeen Young e, successivamente, Morrissey.
La sua collaborazione più duratura è stata quella con David Bowie, che conobbe prendendo parte ai primi The Spiders from Mars. Visconti ha prodotto e talvolta ha pure partecipato come strumentista in molti degli album di Bowie, da Space Oddity del 1969 fino all'ultimo album di Bowie, ★ (Blackstar) del 2016.

## I primi anni
Visconti è nato a Brooklyn, New York e suo padre, appassionato di musica, gli insegnò a suonare l'ukulele quando aveva cinque anni. Durante gli anni dell'adolescenza ha frequentato la scuola superiore di New Utrecht e ha fatto parte sia di una classica banda di ottoni, come suonatore di tuba, che di un'orchestra tradizionale, suonando il contrabbasso, esibendosi anche come chitarrista di rock 'n' roll. Tale ampia varietà di stili musicali fu alla fine abbandonata all'età di quindici anni, quando concentrò le proprie attenzioni in un complesso rock chiamato Ricardo and the Latineers.
Durante i successivi cinque anni della sua vita, Visconti si dedicò specialmente alla musica soft rock e lounge, suonando sia il basso che la chitarra elettrica. Con la sua futura moglie, Siegrid, tentò di far carriera come duo pop, chiamato Tony & Siegrid. Usando questo nome pubblicarono alla fine del 1966 il loro primo singolo, Long Hair, un parziale successo nella regione di New York City, raggiungendo la 33ª posizione nella classifica della locale stazione radio WMCA. Dopo il fallimento del loro secondo singolo, Up Here, Visconti fu convinto dal proprio editore Howie Richmond di diventare produttore interno per la sua azienda, la Richmond Organization.

## La produzione
La Richmond aveva una consociata inglese chiamata Essex Music, e grazie a questa connessione Visconti conobbe il produttore britannico Denny Cordell, che avrebbe rappresentato la svolta della sua carriera. I due collaborarono nelle incisioni del rinomato cantante jazz Georgie Fame; in tale occasione Cordell, che stava cercando un produttore americano, gli offrì di lavorare a Londra. Visconti accettò e subito dopo si trasferì nella capitale britannica, dove sarebbe vissuto per la maggior parte dei successivi trent'anni e dove sarebbe finalmente sbocciata la sua carriera. Tra i primi musicisti per i quali collaborò con Cordell nella produzione vi furono Joe Cocker, i Procol Harum e The Move. Cordell gli assegnò anche l'incarico di scopritore di talenti per trovare un gruppo che potesse soppiantare la fama dei Beatles; in questo ambito entrò in contatto nel 1967 con David Bowie e Marc Bolan, ai quali avrebbe legato il proprio nome per le migliori produzioni della sua carriera.
Uno dei suoi primi progetti come produttore in Inghilterra fu col gruppo gallese The Iveys (che in seguito raggiunse la notorietà come Badfinger). Tony produsse nel 1968 il primo singolo del gruppo, Maybe tomorrow, pubblicato su etichetta Apple dei Beatles e arrivato alla 67ª posizione del Billboard Hot 100. Produsse quindi molte altre tracce per il primo LP del gruppo, l'omonimo Maybe tomorrow, che sarebbe uscito l'anno successivo. Nel frattempo nel 1968 aveva prodotto My People Were Fair and Had Sky in Their Hair... But Now They're Content to Wear Stars on Their Brows, album di esordio del gruppo britannico Tyrannosaurus Rex (che più tardi sarebbe divenuto T. Rex) di Marc Bolan, che aveva convinto a firmare per l'etichetta Regal Zonophone Record. Quest'album si rivelò di importanza decisiva per la brillante carriera del gruppo e dello stesso Visconti. La collaborazione con la band, spesso anche come bassista e arrangiatore, sarebbe durata fino al 1974 per i successivi otto album. Uno dei maggiori successi da produttore di Visconti fu Electric Warrior, l'album che lanciò definitivamente Marc Bolan e i T. Rex. Produsse inoltre i primi due album dell'influente progressive rock band Gentle Giant.
Visconti conobbe Bowie nel 1967 e, malgrado l'artista inglese in quel periodo non avesse ancora avuto successo, fu subito attratto dalla sua voce, dalle sue composizioni e dal fatto che tutti i suoi brani erano diversi uno dall'altro. Bowie era già considerato un artista particolarmente eccentrico, e la scelta di avere Visconti come produttore fu probabilmente dovuta al fatto che questi stava portando al successo Marc Bolan, a sua volta già noto per la sua estrema originalità. Nel 1969 Visconti produsse, arrangiò e suonò in Space Oddity, il secondo album di Bowie, basando la produzione sulla voce e sulla bravura con la chitarra a 12 corde dell'artista, mentre gli altri strumenti fecero da contorno. Il successivo album The Man Who Sold the World del 1970 fu caratterizzato da un suono molto più aggressivo, con Bowie pronto a recepire l'esigenza di rinnovarsi con nuove incisive composizioni, spronato dai consigli di Visconti, che nell'album suonò basso, piano e chitarra, e dall'arrivo di due grandi musicisti come Mick Ronson e Mick Woodmansey.
L'album ebbe ottime recensioni ma le vendite furono limitate; sebbene Bowie amasse il disco, fu convinto suo malgrado dal nuovo manager Tony Defries a licenziare Visconti, puntando a un nuovo stile con un nuovo bassista e una diversa produzione. Bowie fu quindi concentrato sul nuovo percorso, per The Man Who Sold the World non fu fatta la tournée promozionale, mentre Visconti approfondì il suo impegno con i T. Rex, che in quel periodo raggiunsero le vette delle classifiche e iniziarono a contendere a Bowie il primato nel nuovo genere glam rock.
Nel 1974 le finanze di Bowie ebbero un crollo e iniziarono ad incrinarsi i rapporti con Defries, che nel gennaio 1975 sarebbe stato licenziato dal musicista per essersi appropriato di gran parte dei suoi guadagni, e nel 1974 Visconti tornò a collaborare con Bowie per l'album Diamond Dogs, seppur solo nell'arrangiamento degli archi e nel missaggio, eseguito nel nuovo studio londinese di Visconti. Fino alla fine degli anni settanta Visconti rimase a co-produrre i successivi album di Bowie, a partire dal David Live registrato in alcuni concerti estivi e pubblicato nell'ottobre 1974, e in particolare gli album della trilogia di Berlino. A quasi tutti i concerti dei periodi di collaborazione con Bowie, Visconti non partecipò, preferendo suonare esclusivamente in studio e lasciando il basso ad altri musicisti e le registrazioni ad altri tecnici-audio per le date dal vivo. In alcuni album suonò il basso solo su alcuni brani, perché Bowie faceva suonare in generale ciascuno strumento allo specialista che riteneva più adatto per ogni brano, utilizzando quindi diversi bassisti per uno stesso album.
La collaborazione tra i due si interruppe nuovamente dopo la pubblicazione di Scary Monsters (and Super Creeps) nel 1980. Bowie entrò in uno dei suoi periodi di isolamento durante i quali manteneva i contatti con una cerchia ristretta di persone da cui Visconti fu questa volta tenuto fuori. Non si sentirono più per molti anni e gli album di Bowie in questo periodo non furono all'altezza dei precedenti. L'artista inglese riprese i contatti telefonando a Visconti per collaborare nell'album Heathen, pubblicato nel 2002 con la co-produzione di entrambi e Visconti a suonare diversi strumenti. Negli anni successivi il rapporto professionale e di amicizia continuò fino alla morte di Bowie.
Nel 1969 Visconti aveva intanto cominciato la collaborazione con David Bowie, che era riuscito ad avere grande successo nel Regno Unito con il singolo Space Oddity (prodotto da Gus Dudgeon), producendo il secondo album (che conteneva il singolo) dell'artista inglese intitolato David Bowie (ripubblicato nel 1972 appunto con il nome di  Space Oddity). In seguito, insieme al chitarrista Mick Ronson e al batterista John Cambridge, formò la band di supporto a Bowie The Hype, nella quale suonava il basso (da questo gruppo sarebbero poi nati gli Spiders from Mars). Il nome della band avrebbe avuto vita breve, ma la formazione restò in piedi più a lungo e proseguì registrando nel 1970  The Man Who Sold the World. In seguito il rapporto tra i due si ruppe, perché Bowie, influenzato dal suo nuovo manager Tony Defries, chiamò come produttore Ken Scott. Pertanto Visconti si concentrò sulla carriera di Marc Bolan e, dopo il divorzio da quest'ultimo, nel 1974 tornò a lavorare con Bowie negli arrangiamenti e missaggio di Diamond Dogs, per il quale inaugurò il proprio studio di registrazione dotato di un dispositivo a 16 tracce; fu uno dei primi produttori ad avere un proprio studio di registrazione. Continuò quindi a produrre e spesso a suonare con Bowie per gli album David Live (1974), Young Americans (1975), Low (1977), "Heroes" (1977), Stage (1978), Lodger (1979) e Scary Monsters (and Super Creeps) (1980).
Visconti avrebbe poi prodotto due album completi per i Moody Blues, The Other Side of Life del 1986 e Sur La Mer del 1988.
Nel 1987, Visconti, insieme con la prima voce dei Moodies, Justin Hayward, compose musica di sottofondo per la serie di fantascienza Star Cops, trasmessa dal secondo canale della BBC.
Dalla fine degli anni ottanta, l'ampio coinvolgimento di Visconti con artisti di grido cominciò a scemare, ma ciononostante continuò a lavorare con molti gruppi formatisi più di recente. Nel 1990 ha prodotto e scritto gli arrangiamenti per l'album di esordio del gruppo newyorkese Electric Angels. Ha prodotto molte tracce negli album Keys of the Kingdom dei Moody Blues (1991), Electric Honey dei Luscious Jackson, Leisure Noise dei Gay Dad, Soul Caddy dei Cherry Poppin' Daddies, The Dawn of Ananda di Annie Haslam e Moonchild di Debbie Gibson. Nel 1997 Visconti ha prodotto l'album di debutto del gruppo The Seahorses, la nuova band di John Squire dopo che aveva lasciato gli Stone Roses. L'album, Do it yourself, ebbe però un successo limitato. Negli anni duemila Visconti ha rinnovato la sua collaborazione con David Bowie, producendo gli album Heathen nel 2002 e Reality nel 2003. Questi due album, per una parte della critica, si rifanno al suo lavoro di produzione di Berlino con Bowie e costituirebbero due tra i lavori più apprezzati della discografia recente dell'artista britannico. Un elenco degli album più conosciuti ai quali è stato associato è consultabile sul suo sito web ufficiale.
Dopo la fine del suo matrimonio con Siegrid, Visconti si è sposato e si è separato altre due volte. Dal 1971 al 1981 è stato sposato con Mary Hopkin, dalla quale ha avuto due figli, Morgan e Jessica (Visconti aveva prodotto nel 1971 il secondo album di Hopkin per la Apple Records, Earth Song/Ocean Song). Si è poi sposato con May Pang dal 1989 al 2000, dalla quale ha avuto altri due figli, Sebastian e Lara. Pang aveva raggiunto la notorietà come la donna con cui visse John Lennon nel 1974 nel periodo in cui si era separato da Yōko Ono (era la segretaria di entrambi).
Nel 2003 produsse un gruppo di tracce, nelle quali suonò anche il basso, dall'album Welcome to the Monkey House dei The Dandy Warhols. Nello stesso anno si unì coi Finn Brothers (i fratelli Neil e Tim dei Crowded House) per registrare e produrre in cooperazione il loro secondo album, pubblicato alla fine nel 2004. Per ragioni largamente incomprese, i fratelli registrarono nuovamente l'intero album e a Tony vennero riconosciuti solamente gli arrangiamenti. Nel 2004 lui produsse tre canzoni dell'album Lifeblood dei Manic Street Preachers mentre nel 2005 ha collaborato coi Kashmir, un gruppo di Copenaghen, nel cui quinto album, No Balance Palace, compare David Bowie. Ha collaborato anche come coautore e produttore nel progetto del nuovo album di Richard Barone, Glow. Ha lavorato a Roma per l'album di Morrissey del 2006 Ringleader of the Tormentors. La sua autobiografia, Bowie, Bolan ed il Ragazzo di Brooklyn fu pubblicata a febbraio del 2007 dall'editore HarperCollins.
Il 2007 e il 2008 hanno visto Visconti molto attivo in studio con la cantante del Benin Angélique Kidjo, quale produttore dell'album Djin Djin che ha vinto un Grammy Award. Tra le guest star di questa sua attività di studio vengono annoverati Alicia Keys, Peter Gabriel, Joss Stone, Josh Groban e Carlos Santana.
In questo periodo Visconti ha prodotto gli album The Bright Light of America degli Anti-Flag, gruppo punk di Pittsburgh, Real Animal di Alejandro Escovedo, l'album No. 1 in Francia dell'artista francese Raphaël, due tracce dell'album Slipway Fires del gruppo britannico Razorlight, scritto e arrangiato l'album Folie à Deux dei Fall Out Boy. Nel 2009 ha prodotto e mixato Music For Strippers, Hookers, and the Odd On-Looker di Kristeen Young. Nel 2010 ha prodotto gli album Calling All Magicians della cantante australiana Danielle Spencer e Glow di Richard Barone, che comprende 5 brani composti da Visconti e Barone e una cover di Girl dei T. Rex.
Nel 2013, dopo due anni di preparazione in segreto, produce The Next Day di David Bowie, nuovo capitolo della collaborazione tra i due, nel quale suona anche diversi strumenti ed è ingegnere del suono. Ha poi remixato e rimasterizzato i vecchi album dei T. Rex The Slider ed Electric Warrior. Nel 2014 Visconti ha prodotto e arrangiato diversi brani dell'album The Dancing Marquis di Marc Almond, il quale ha dichiarato che è stato un sogno lavorare con Visconti.
Ha co-prodotto il quinto album in studio della musicista statunitense Esperanza Spalding Emily's D+Evolution pubblicato nel 2016.
Ha co-prodotto l'album-testamento di David Bowie Blackstar pubblicato l'8 gennaio 2016, due giorni prima della morte di Bowie.